# Wilton (Minnesota)
Wilton è un comune degli Stati Uniti d'America, situato nello Stato del Minnesota, nella Contea di Beltrami.